# Расселл, Гэри (младший)
Гэ́ри Аллен Ра́сселл мла́дший (англ. Gary Allen Russell Jr; род. 5 июня 1988, Вашингтон (округ Колумбия), США) — американский боксёр-профессионал, выступающий в полулёгкой (до 57,2 кг) и второй полулегкой (до 58,9 кг) весовых категориях. Бронзовый призёр чемпионата мира 2005 года в любителях. «Самый перспективный боксёр» 2011 года по версии журнала «Ринг». Среди профессионалов бывший чемпион мира по версии WBC (2015—2022) в полулёгком весе.

## Любительская карьера
Рассел родился в семье боксёров. Четверо его братьев также занимались боксом. С семи летного возраста Гэри стал заниматься боксом.
В 2004 году в возрасте 16 лет, он выиграл юношеские Олимпийские игры в США. А уже в следующем году выиграл национальный чемпионат «Golden Glovers», и следом чемпионат США.
В 2005 году принял участие на чемпионате мира в Мяньяне. В первом туре Расселл перебоксировал опытного болгарского боксёра, Детелина Далакиева. В следующих боях победил канадца, Тайсона Кейва и иорданца Али Ибрагима. В полуфинале Расел проиграл по очкам боксёру из Германии, Рустамходжу Рахимову и завоевал бронзовую медаль чемпионата.
В 2006 году выиграл чемпионат США. В 2007 году выиграл квалификационные игра для участия в Олимпийских играх. Победил в финале мексиканца Роберто Маррокуина.
В 2007 году принял участие на чемпионате мира. В третьем туре победил боксёра из Франции, Али Аллаба, а в полуфинале проиграл российскому боксёру, Сергею Водопьянову.
В 2008 году победил по очкам бразильца, Робсона Консейсао.
Из-за того что не смог уложиться в рамки весовой категории, не смог принять участие на Олимпийских играх 2008 года.

## Профессиональная карьера
Расселл дебютировал на профессиональном ринге в январе 2009 года в полулёгкой весовой категории.
В июле 2010 года нокаутировал в первом раунде опытного колумбийского боксёра, Маурисио Пастрана.
С 2011 года победил опытных боксёров из Мексики: Лионеля Миранду (32-3), Хериберто Руиса (46-11), Кристофера Переса (23-2) и Роберто Кастанеду (20-2). За эти достижения удостоился звания «Самого перспективного боксёра» 2011 года по версии журналов «Ринг», «Sports Illustrated» и телеканала ESPN.
В 2013 году Расселл разгромил по очкам россиянина, Вячеслава Гуcева (20-2) и завоевал первое место в рейтинге WBO в полулёгком весе.

### Чемпионский бой с Василием Ломаченко
После того как чемпион мира по версии WBO, Орландо Салидо поднялся в более высокую весовую категорию, то Гэри Расселл младший должен был провести бой за вакантный титул с двукратным олимпийским чемпионом, Василием Ломаченко. Ломаченко находился в конкурирующей промоутерской компании (Top Rank), и были назначены торги за право проведения поединка. Тендер выиграла компания Golden Boy Promotions со ставкой $1,0525 млн, в то время как Top Rank предложила $1,05 млн. 21 июня 2014 года потерпел первое поражение в профи карьере уступив решением большинства судей Василию Ломаченко бой за вакантный титул чемпиона мира по версии WBO.
20 декабря 2014 года, Расселл победил по очкам в 10-раундовом бою, американца Кристофера Мартина (28-4-3).

### Чемпионский бой с Джонни Гонсалесом
На 28 марта 2015 года Гэри Расселл-младший, встретился с чемпионом мира по версии WBC, 33-летним мексиканцем, Джонни Гонсалесом (57-8). Расселл уверенно контролировал ход всего поединка, был более быстрым и трижды отправлял Гонсалеса в нокдаун. После третьего падения чемпиона, рефери дал отмашку. Гэри Расселл-младший стал новым чемпионом мира по версии WBC в полулёгком весе.
Бой с Уго Альберто Кастанеда
19 июля 2025 года в Лас-Вегасе (США) в андеркарде боя Барриос - Пакьяо провёл первый поединок с 2022 года. Соперником выступил 23-летний Уго Альберто Кастанеда (15-2-1, 11 КО) из Мексики. Бой проходил в лимите второго полулёгкого веса (до 59 кг). Андердог сразу показал храбрость и агрессию. Он поддавливал звездного фаворита заставляя отрабатывать на ногах проваливая агрессора. В начале 2-го раунда Уго оказался в нокдауне, но смог встать и продолжить. Последовала многоударная комбинация и ещё один нокдаун. Несмотря на нокдаун Кастанеда верен стилю - шёл вперёд и пытался переработать. В 6-ом раунде он снова оказался в нокдауне и снова смог выстоять. Следующие отрезки прошли по прошлому сценарию - храбрый мексиканец гоняет по рингу экс-чемпиона. Американец работает на точность. В 10-ом раунде ему удается мощный удар по корпусу, который не дает продолжить бой. Победа Рассела нокаутом в 10-ом раунде.

## Статистика профессиональных боёв
В таблице перечислены результаты всех поединков боксёров.
В каждой строке указан результат поединка. Дополнительно номер поединка обозначен цветом, который обозначает итог поединка. Расшифровка обозначений и цветов представлена в нижеследующей таблице.
| Пример | Расшифровка                     |
| ------ | ------------------------------- |
|        | Победа                          |
|        | Ничья                           |
|        | Поражение                       |
|        | Планируемый поединок            |
|        | Поединок признан несостоявшимся |
| КО     | Нокаут                          |
| ТКО    | Технический нокаут              |
| PTS    | Решение судей (по очкам)        |
| UD     | Единогласное решение судей      |
| MD     | Решение большинства судей       |
| SD     | Раздельное решение судей        |
| RTD    | Отказ от продолжения боя        |
| DQ     | Дисквалификация                 |
| NC     | Поединок признан несостоявшимся |

| 34 поединка, 32 победа (19 нокаутом), 2 поражения | 34 поединка, 32 победа (19 нокаутом), 2 поражения | 34 поединка, 32 победа (19 нокаутом), 2 поражения | 34 поединка, 32 победа (19 нокаутом), 2 поражения | 34 поединка, 32 победа (19 нокаутом), 2 поражения | 34 поединка, 32 победа (19 нокаутом), 2 поражения | 34 поединка, 32 победа (19 нокаутом), 2 поражения | 34 поединка, 32 победа (19 нокаутом), 2 поражения                                    |
| Результат                                         | Рекорд                                            | Соперник                                          | Тип                                               | Раундов, время                                    | Дата боя                                          | Место проведения боя                              | Примечание                                                                           |
| ------------------------------------------------- | ------------------------------------------------- | ------------------------------------------------- | ------------------------------------------------- | ------------------------------------------------- | ------------------------------------------------- | ------------------------------------------------- | ------------------------------------------------------------------------------------ |
| Победа                                            | 29-1                                              | Джозеф Диас                                       | UD                                                | 12                                                | 2018-05-19                                        | MGM National Harbor, Оксон-Хилл, Мэриленд         | Защитил титул чемпиона мира по версии WBC (3-я защита Расселла) в полулёгком весе.   |
| Победа                                            | 28-1                                              | Оскар Эскандон                                    | TKO                                               | 7 (12), 0:59                                      | 2017-05-20                                        | MGM National Harbor, Оксон-Хилл, Мэриленд         | Защитил титул чемпиона мира по версии WBC (2-я защита Расселла) в полулёгком весе.   |
| Победа                                            | 27-1                                              | Патрик Хайленд                                    | TKO                                               | 2 (12), 1:33                                      | 2016-04-16                                        | Foxwoods Resort, Машантакет, Коннектикут          | Защитил титул чемпиона мира по версии WBC (1-я защита Расселла) в полулёгком весе.   |
| Победа                                            | 26-1                                              | Джонни Гонсалес                                   | TKO                                               | 4 (12), 0:37                                      | 2015-03-28                                        | Palms Casino Resort, Лас-Вегас, Невада            | Завоевал титул чемпиона мира по версии WBC (3-я защита Гонсалеса) в полулёгком весе. |
| Победа                                            | 25-1                                              | Кристофер Мартин Пена                             | UD                                                | 10                                                | 2014-12-20                                        | Little Creek Casino Resort, Шелтон, Вашингтон     |                                                                                      |
| Поражение                                         | 24-1                                              | Василий Ломаченко                                 | MD                                                | 12                                                | 2014-06-21                                        | StubHub Center , Карсон , Калифорния              | Бой за вакантный титул чемпиона мира по версии WBO в полулёгком весе.                |
| Победа                                            | 24-0                                              | Мигель Тумайо                                     | KO                                                | 4 (8), 1:04                                       | 2014-01-30                                        | Barclays Center, Бруклин, Нью-Йорк                |                                                                                      |
| Победа                                            | 23-0                                              | Хуан Руис                                         | UD                                                | 10                                                | 2013-08-09                                        | Fantasy Springs Resort Casino, Индио, Калифорния  |                                                                                      |
| Победа                                            | 22-0                                              | Вячеслав Гуcев                                    | UD                                                | 10                                                | 2013-03-02                                        | Hard Rock Hotel and Casino, Лас-Вегас, Невада     |                                                                                      |